# Lista de guest hosts do WWE Raw
As estrelas convidadas e apresentadores convidados (conhecidos como "guest stars" e "guest hosts") do WWE Raw é um conceito que envolver ex e atuais lutadores da WWE, celebridades ou esportistas fazendo aparições especials, assumindo um papel de apresentador de um certo episódio.
O conceito foi introduzido em 15 de junho de 2009 pelo então (fictício) dono do Raw Donald Trump. Em 22 de junho, após comprar o Raw de volta, Vince McMahon anunciou que a iniciativa de Trump entraria em vigor em 29 de junho, com o primeiro apresentador sendo Batista. Por quase um ano, Raw teve apresentadores especiais semanalmente, exceto em 16 de abril de 2010, quando ocorreu o Draft de 2010. A partir de 14 de junho de 2010, os apresentadores passaram a aparecer uma semana sim, outra não, mais tarde apenas aparecendo quando necessários.
Originalmente, tinham o poder de Gerentes Gerais. No entanto, em 10 de maio de 2010, foi anunciado que os apresentadores não teriam mais esse poder, regra anunciada pela então Gerente Geral Vickie Guerrero. Em agosto de 2010, "apresentadores convidados" foram renomeados "estrelas convidadas".

## História

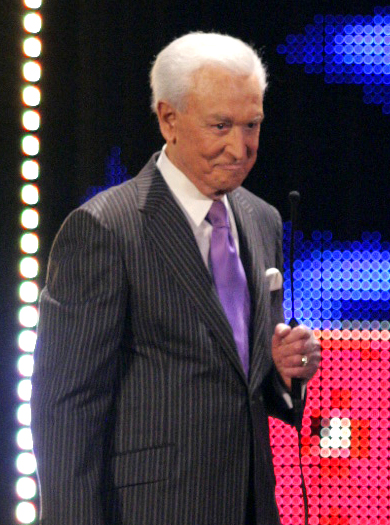
Bob Barker como apresentador do Raw. Ele ganhou um Slammy Award em 2009 como Apresentador Especial do Ano.

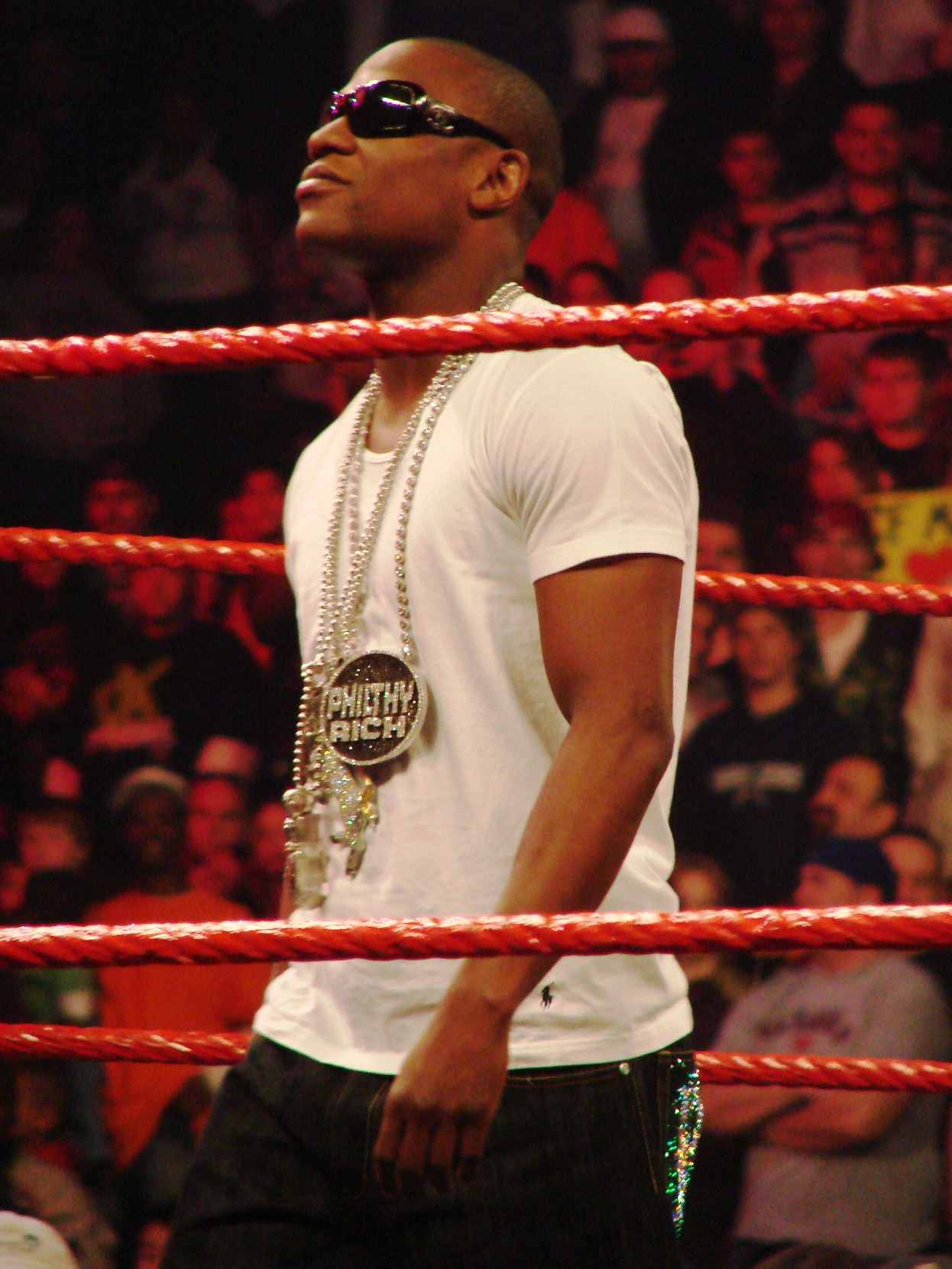
Floyd Mayweather, Jr., apresentador em 24 de agosto de 2009.

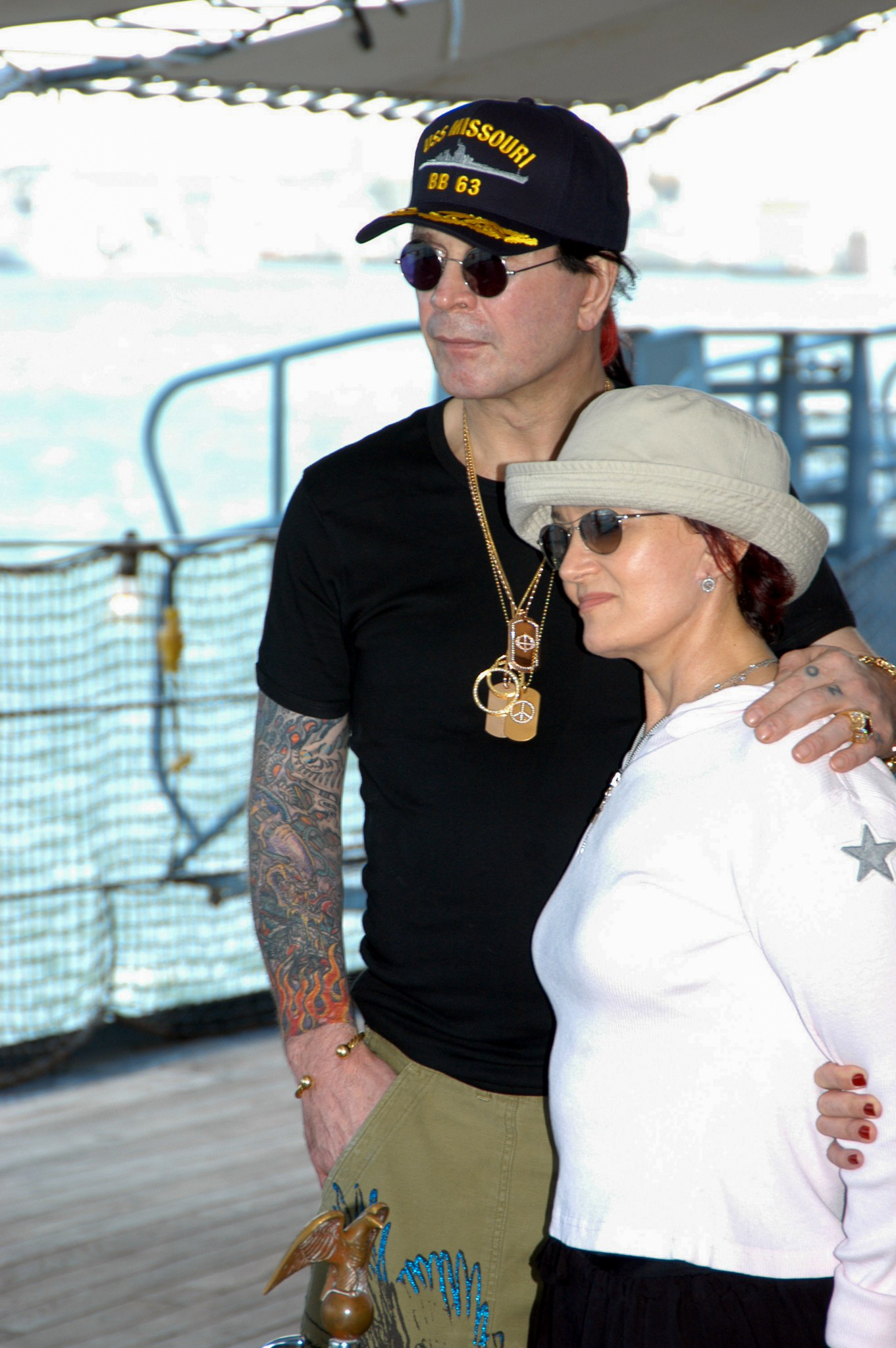
Ozzy Osbourne e Sharon Osbourne, que apresentaram o Raw em 2 de novembro de 2009.

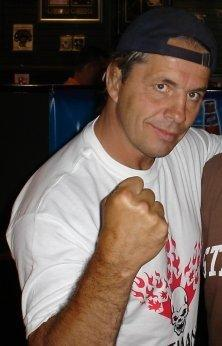
Bret Hart que apresentou o Raw em 4 de janeiro de 2010.

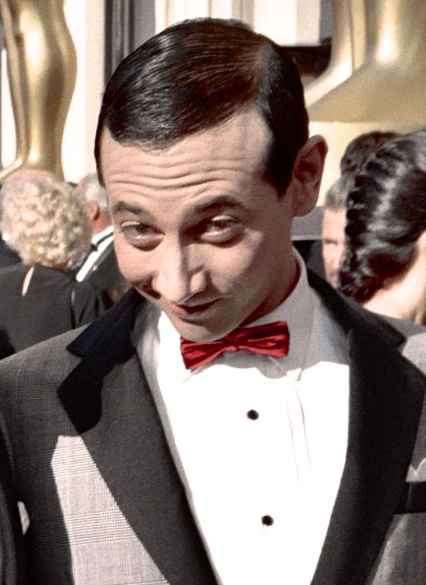
Pee-wee Herman (Paul Reubens)

## Apresentadores
| Apresentador(es)                                                | Arena                                | Local                        | Data                    | Ref.            |
| --------------------------------------------------------------- | ------------------------------------ | ---------------------------- | ----------------------- | --------------- |
| Batista                                                         | HP Pavilion at San Jose              | São José, Califórnia         | 29 de junho de 2009     | [ 2 ] [ 3 ]     |
| Ted DiBiase                                                     | HP Pavilion at San Jose              | São José, Califórnia         | 6 de julho de 2009      | [ 8 ] [ 9 ]     |
| Seth Green                                                      | Amway Arena                          | Orlando, Flórida             | 13 de julho de 2009     | [ 10 ] [ 11 ]   |
| ZZ Top (Billy Gibbons e Dusty Hill)                             | RBC Center                           | Raleigh, Carolina do Norte   | 20 de julho de 2009     | [ 12 ] [ 13 ]   |
| Shaquille O'Neal                                                | Verizon Center                       | Washington, D.C.             | 27 de julho de 2009     | [ 14 ] [ 15 ]   |
| Jeremy Piven                                                    | Mohegan Sun Arena                    | Uncasville, Connecticut      | 3 de agosto de 2009     | [ 16 ] [ 17 ]   |
| Sgt. Slaughter                                                  | Pengrowth Saddledome                 | Calgary, Alberta, Canadá     | 10 de agosto de 2009    | [ 18 ] [ 19 ]   |
| Freddie Prinze, Jr.                                             | Scottrade Center                     | St. Louis, Missouri          | 17 de agosto de 2009    | [ 20 ] [ 21 ]   |
| Floyd Mayweather, Jr.                                           | Thomas & Mack Center                 | Las Vegas, Nevada            | 24 de agosto de 2009    | [ 22 ] [ 23 ]   |
| Dusty Rhodes                                                    | Joe Louis Arena                      | Detroit, Michigan            | 31 de agosto de 2009    | [ 24 ] [ 25 ]   |
| Bob Barker                                                      | Allstate Arena                       | Rosemont, Illinois           | 7 de setembro de 2009   | [ 26 ] [ 27 ]   |
| Trish Stratus                                                   | Air Canada Centre                    | Toronto, Ontário, Canadá     | 14 de setembro de 2009  | [ 28 ] [ 29 ]   |
| Cedric the Entertainer                                          | Verizon Arena                        | Little Rock, Arkansas        | 21 de setembro de 2009  | [ 30 ] [ 31 ]   |
| Al Sharpton                                                     | Times Union Center                   | Albany, Nova Iorque          | 28 de setembro de 2009  | [ 32 ] [ 33 ]   |
| Ben Roethlisberger                                              | Wachovia Arena at Casey Plaza        | Wilkes-Barre, Pensilvânia    | 5 de outubro de 2009    | [ 34 ] [ 35 ]   |
| Nancy O'Dell e Maria Menounos                                   | Conseco Fieldhouse                   | Indianapolis, Indiana        | 12 de outubro de 2009   | [ 36 ] [ 37 ]   |
| Snoop Dogg                                                      | Jacksonville Veterans Memorial Arena | Jacksonville, Flórida        | 19 de outubro de 2009   | [ 38 ] [ 39 ]   |
| Kyle Busch e Joey Logano                                        | HSBC Arena                           | Buffalo, Nova Iorque         | 26 de outubro de 2009   | [ 40 ] [ 41 ]   |
| Ozzy e Sharon Osbourne                                          | DCU Center                           | Worcester, Massachusetts     | 2 de novembro de 2009   | [ 42 ] [ 43 ]   |
| Ricky Hatton                                                    | Sheffield Arena                      | Sheffield, Inglaterra        | 9 de novembro de 2009   | [ 44 ] [ 45 ]   |
| Roddy Piper                                                     | Madison Square Garden                | Nova Iorque                  | 16 de novembro de 2009  | [ 46 ] [ 47 ]   |
| Jesse Ventura                                                   | Giant Center                         | Hershey, Pensilvânia         | 23 de novembro de 2009  | [ 48 ] [ 49 ]   |
| Verne Troyer                                                    | 1st Mariner Arena                    | Baltimore, Maryland          | 30 de novembro de 2009  | [ 50 ] [ 51 ]   |
| Mark Cuban                                                      | American Airlines Center             | Dallas, Texas                | 7 de dezembro de 2009   | [ 52 ] [ 53 ]   |
| Dennis Miller                                                   | American Bank Center                 | Corpus Christi, Texas        | 14 de dezembro de 2009  | [ 54 ] [ 55 ]   |
| Johnny Damon                                                    | St. Pete Times Forum                 | Tampa, Flórida               | 21 de dezembro de 2009  | [ 56 ] [ 57 ]   |
| Timbaland                                                       | XL Center                            | Hartford, Connecticut        | 28 de dezembro de 2009  | [ 58 ] [ 59 ]   |
| Bret Hart                                                       | Nutter Center                        | Dayton, Ohio                 | 4 de janeiro de 2010    | [ 60 ] [ 61 ]   |
| Mike Tyson                                                      | Target Center                        | Minneapolis, Minnesota       | 11 de janeiro de 2010   | [ 62 ] [ 63 ]   |
| Jon Heder and Don Johnson                                       | Thompson-Boling Arena                | Knoxville, Tennessee         | 18 de janeiro de 2010   | [ 64 ] [ 65 ]   |
| Dulé Hill                                                       | Nationwide Arena                     | Columbus, Ohio               | 25 de janeiro de 2010   | [ 66 ] [ 67 ]   |
| William Shatner                                                 | Sommet Center                        | Nashville, Tennessee         | 1 de fevereiro de 2010  | [ 68 ] [ 69 ]   |
| Carl Edwards                                                    | Cajundome                            | Lafayette, Louisiana         | 8 de fevereiro de 2010  | [ 70 ] [ 71 ]   |
| Jerry Springer                                                  | Wells Fargo Arena                    | Des Moines, Iowa             | 15 de fevereiro de 2010 | [ 72 ] [ 73 ]   |
| Jewel e Ty Murray                                               | Conseco Fieldhouse                   | Indianapolis, Indiana        | 22 de fevereiro de 2010 | [ 74 ] [ 75 ]   |
| Cheech & Chong                                                  | Ford Center                          | Oklahoma City, Oklahoma      | 1 de março de 2010      | [ 76 ] [ 77 ]   |
| Criss Angel                                                     | Rose Garden                          | Portland, Oregon             | 8 de março de 2010      | [ 78 ] [ 79 ]   |
| Steve Austin                                                    | San Diego Sports Arena               | San Diego, Califórnia        | 15 de março de 2010     | [ 80 ] [ 81 ]   |
| Pete Rose                                                       | HP Pavilion at San Jose              | São José, Califórnia         | 22 de março de 2010     | [ 82 ] [ 83 ]   |
| Rob Corddry, Clark Duke e Craig Robinson                        | US Airways Center                    | Phoenix, Arizona             | 29 de março de 2010     | [ 84 ] [ 85 ]   |
| David Otunga                                                    | i wireless Center                    | Moline, Illinois             | 5 de abril de 2010      | [ 86 ] [ 87 ]   |
| David Hasselhoff                                                | The O2 Arena                         | Londres, Inglaterra          | 12 de abril de 2010     | [ 88 ] [ 89 ]   |
| Will Forte, Kristen Wiig e Ryan Phillippe                       | Izod Center                          | East Rutherford, Nova Jérsei | 19 de abril de 2010     | [ 90 ] [ 91 ]   |
| Wayne Brady                                                     | Jacksonville Veterans Memorial Arena | Jacksonville, Flórida        | 3 de maio de 2010       | [ 92 ] [ 93 ]   |
| Flavor Flav                                                     | Mellon Arena                         | Pittsburgh, Pennsylvania     | 10 de maio de 2010      | [ 94 ] [ 95 ]   |
| Buzz Aldrin                                                     | Air Canada Centre                    | Toronto, Ontário, Canadá     | 17 de maio de 2010      | [ 91 ] [ 96 ]   |
| Jon Lovitz                                                      | Huntington Center                    | Toledo, Ohio                 | 24 de maio de 2010      | [ 7 ] [ 97 ]    |
| Ashton Kutcher                                                  | Frank Erwin Center                   | Austin, Texas                | 31 de maio de 2010      | [ 98 ] [ 99 ]   |
| Bradley Cooper, Quinton Jackson e Sharlto Copley                | American Airlines Arena              | Miami, Flórida               | 7 de junho de 2010      | [ 100 ] [ 101 ] |
| Mark Feuerstein                                                 | Time Warner Cable Arena              | Charlotte, Carolina do Norte | 14 de junho de 2010     | [ 102 ] [ 103 ] |
| Rob Zombie                                                      | Wachovia Center                      | Filadélfia, Pensilvânia      | 28 de junho de 2010     | [ 104 ]         |
| Florence Henderson                                              | Rupp Arena                           | Lexington, Kentucky          | 12 de julho de 2010     | [ 105 ]         |
| Justin Long, Charlie Day e Jason Sudeikis                       | Staples Center                       | Los Angeles, Califórnia      | 16 de agosto de 2010    | [ 106 ]         |
| Chad Ochocinco                                                  | U.S. Bank Arena                      | Cincinnati, Ohio             | 13 de setembro de 2010  | [ 107 ]         |
| Johnny Knoxville                                                | Intrust Bank Arena                   | Wichita, Kansas              | 4 de outubro de 2010    | [ 107 ]         |
| Bobb'e J. Thompson                                              | Pengrowth Saddledome                 | Calgary, Alberta, Canadá     | 18 de outubro de 2010   | [ 107 ]         |
| Toby Keith                                                      | Resch Center                         | Green Bay, Wisconsin         | 25 de outubro de 2010   | [ 107 ]         |
| Paul Reubens (como Pee-wee Herman)                              | Nassau Veterans Memorial Coliseum    | Uniondale, Nova Iorque       | 1 de novembro de 2010   | [ 107 ]         |
| Rima Fakih                                                      | Wells Fargo Center                   | Filadélfia, Pensilvânia      | 29 de novembro de 2010  | [ 107 ]         |
| Ariel Winter                                                    | Honda Center                         | Anaheim, Califórnia          | 14 de fevereiro de 2011 | [ 108 ]         |
| Nicole "Snooki" Polizzi                                         | Scottrade Center                     | St. Louis, Missouri          | 14 de março de 2011     | [ 109 ]         |
| Pitbull e Mýa                                                   | American Airlines Arena              | Miami, Flórida               | 2 de maio de 2011       | [ 110 ] [ 111 ] |
| Shawn Michaels                                                  | Thomas & Mack Center                 | Las Vegas, Nevada            | 27 de junho de 2011     |                 |
| Hugh Jackman                                                    | Quicken Loans Arena                  | Cleveland, Ohio              | 19 de setembro de 2011  | [ 112 ]         |
| The Muppets                                                     | Philips Arena                        | Atlanta, Geórgia             | 31 de outubro de 2011   | [ 113 ]         |
| Os Três Patetas (Chris Diamantopoulos, Sean Hayes e Will Sasso) | Verizon Center                       | Washington, D.C.             | 9 de abril de 2012      |                 |
| Cyndi Lauper                                                    | Nassau Veterans Memorial Coliseum    | Uniondale, Nova Iorque       | 18 de junho de 2012     |                 |
| Larry e Shawn King                                              | Power Balance Pavilion               | Sacramento, Califórnia       | 8 de outubro de 2012    |                 |
| Papai Noel                                                      | Consol Energy Center                 | Pittsburgh, Pensilvânia      | 24 de dezembro de 2012  |                 |

## Embaixadores de mídia social
| Embaixador            | Local                   | Data                   | Ref.    |
| --------------------- | ----------------------- | ---------------------- | ------- |
| Charlie Sheen         | St. Louis, Missouri     | 23 de julho de 2012    | [ 114 ] |
| Pauly D               | Dallas, Texas           | 13 de agosto de 2012   | [ 115 ] |
| Khloé Kardashian Odom | Fresno, Califórnia      | 20 de agosto de 2012   | [ 116 ] |
| Dominic Monaghan      | Milwaukee, Wisconsin    | 27 de agosto de 2012   | [ 117 ] |
| Criss Angel           | Albany, Nova Iorque     | 24 de setembro de 2012 | [ 118 ] |
| Larry King            | Oklahoma City, Oklahoma | 1 de outubro de 2012   | [ 119 ] |
| Arnold Schwarzenegger | Sacramento, Califórnia  | 8 de outubro de 2012   | [ 120 ] |
| The Muppets           | Newark, Nova Jersey     | 10 de dezembro de 2012 | [ 121 ] |